# Medaglia al valore del lavoro
La medaglia per distinzione nel lavoro è stata un premio statale dell'Unione Sovietica.

## Storia
La medaglia venne istituita il 27 dicembre 1938 ed è stata assegnata per la prima volta il 15 gennaio 1939.

## Assegnazione
La medaglia veniva assegnata ai lavoratori, agricoltori, specialisti dell'economia nazionale, ai lavoratori della scienza, della cultura, istruzione, sanità e ad altri cittadini dell'URSS, e in casi eccezionali, ai cittadini stranieri, per premiare:
- il lavoro disinteressato e creativo svolto per superare gli obiettivi e gli obblighi socialisti e che avesse aumentato la produttività e migliorato la qualità dei prodotti;
- l'uso efficace delle nuove tecnologie e lo sviluppo di tecnologie avanzate, l'innovazione di valore e le proposte di razionalizzazione;
- le conquiste nel campo della scienza, della cultura, della letteratura, delle arti, dell'istruzione, dei servizi sanitari, del commercio, della ristorazione, degli alloggi comunali, dei servizi pubblici e in altri settori di occupazione;
- il proficuo lavoro per l'educazione comunista e la formazione dei giovani e il successo nelle attività pubbliche e sociali;
- realizzazioni nel campo della cultura fisica e dello sport.

## Insegne
- La medaglia era di argento 925. Il dritto raffigurava una stella a cinque punte smaltata di rosso con sotto la scritta  "VALORE DEL LAVORO" (Russo: «ЗА ТРУДОВУЮ ДОБЛЕСТЬ»), in fondo, l'iscrizione "URSS" (Russo: «СССР» ). Sul retro la scritta "LAVORO IN URSS - UNA QUESTIONE D'ONORE" (Russo: «ТРУД В СССР - ДЕЛО ЧЕСТИ»).
- Il nastro era lilla con bordi rossi.

| 1938 - 1943 | 1938 - 1943 | 1943 - 1991 | 1943 - 1991 |
|             |             |             |             |